# آلبوم‌شناسی جی‌ایزی
جی ایزی (به انگلیسی G-Eazy) تا به حال چهار آلبوم استدیویی، شش میکس تیپ، چهار آلبوم چندآهنگه (EP) و شانزده تک آهنگ منتشر کرده‌است. (همچنین در پنج تک‌آهنگ به عنوان مهمان همکاری کرده‌است).

## آلبوم‌ها

### آلبوم‌های استدیویی
| بیماری همه گیر (The Epidemic LP) - ژوئیه ۲۰۰۹ | باید عالی باشه (Must Be NIce) - سپتامبر ۲۰۱۲ | این چیزها اتفاق می‌افتد / پیش میاد (These Things Happen) - ژوئن ۲۰۱۴ | زمانی که بیرون تاریک است (When It's Dark Out) - دسامبر ۲۰۱۵ |

### میکس تیپ‌ها
- نقطه اوج (۲۰۰۷) / The Tipping Point
- سیکیز در این سیاره (۲۰۰۹) / Sikkis on the Planet
- قرنطینه (۲۰۰۹) / Quarantine
- بزرگ (۲۰۱۰) / Big
- بیگانه (۲۰۱۱) / The Outsider
- تابستان بی پایان (۲۰۱۴) / The Endless Summer

### آلبوم‌های چند آهنگه (EPs)
- تازه  (۲۰۰۸) / Fresh
- بینی می‌رود با همراهی سوئیس چریس (۲۰۱۱) / Nose Goes with Swiss Chriss
- باید دومین بار باشه با همراهی کریستف اندرسون (۲۰۱۳) / Must Be Twise with Christoph Andersson
- این چیزها هم اتفاق افتاده است با همراهی کریستف اندرسون (۲۰۱۴) / These Things Also Happend with Christoph Andersson

## تک‌آهنگ‌ها

### به عنوان Lead Singer
۲۰۱۲
- دختر کش‌ها - همراه هودی آلن / Lady Killers
- مرلین / Marilyn

۲۰۱۳
- بسیار تنها / Far Alone
- تقریباً مشهور / Almost Famous

۲۰۱۴
- دخترهای تامبلر / Tumblr Girls
- جدی میگم / I Mean It
- خیلی از اون‌ها / Lotta That

۲۰۱۵
- من، خودم و من - همراه بلتا رکسا / Me , Myself & I

۲۰۱۶
- بیشتر سفارش بده - همراه لیل وین و یو گوتی / Order More
- بی مصد پیش رفتن - همراه کریس براون / Drifting
- آمدنش رو دیدم / Saw It Coming

### به عنوان هنرمند مهمان
۲۰۱۵
- رابطه باهات - همراه پیا میا / Fuck with U
- تو صاحب من نیستی - همراه گریس (خواننده استرالیایی) / You Don't Own Me
- عجیب و غریب همراه کوینکی / Exotic

۲۰۱۶
- Give It Up
- (Make Me (Oooh) همراه بریتنی اسپیرز

### دیگر آهنگ‌ها
- تصادفی / Random

### تک‌آهنگ‌های تبلیغاتی
۲۰۱۵
- یکی از آن‌ها - همراه بیگ شان / One of Them
- نوعی مواد / Some Kind of Drug